# Beau-père
Beau-père is een Franse langspeelfilm uit 1981 naar een scenario en in regie van Bertrand Blier met Patrick Dewaere en Ariel Besse in de hoofdrollen. Dewaere was in 1982 genomineerd voor de César voor beste acteur.

## Verhaal
Na de dood van haar moeder bij een auto-ongeluk moet de veertienjarige Marion kiezen tussen leven met haar vader, een man overweldigd door de situatie en alcoholische neigingen of haar stiefvader, een aanhankelijke dertigjarige man, pianist, die haar al jaren opvoedt en voor wie ze seksuele verlangens koestert.

## Rolverdeling
| Acteur          | Personage                                                    |
| --------------- | ------------------------------------------------------------ |
| Patrick Dewaere | Rémi Bachelier                                               |
| Ariel Besse     | Marion                                                       |
| Maurice Ronet   | Charly                                                       |
| Geneviève Mnich | Simone                                                       |
| Maurice Risch   | Nicolas                                                      |
| Nathalie Baye   | Charlotte                                                    |
| Nicole Garcia   | Martine                                                      |
| Macha Méril     | de gastvrouw van het verjaardagsfeest                        |
| Jacques Rispal  | de taxichauffeur en getuige van het ongeval                  |
| Maurice Biraud  | de vrachtwagenchauffeur en de andere getuige van het ongeval |